# Laoshawan (köpinghuvudort i Kina, Xinjiang Uygur Zizhiqu, lat 44,64, long 85,78)
Laoshawan (kinesiska: 老沙湾, 老沙湾镇) är en köpinghuvudort i Kina. Den ligger i den autonoma regionen Xinjiang, i den nordvästra delen av landet, omkring 170 kilometer nordväst om regionhuvudstaden Ürümqi. Antalet invånare är 10 746. Befolkningen består av 5 021 kvinnor och 5 725 män. Barn under 15 år utgör 15,0 %, vuxna 15-64 år 75 %, och äldre över 65 år 9,0 %.
Runt Laoshawan är det glesbefolkat, med 16 invånare per kvadratkilometer. Närmaste större samhälle är Sidaohezi, 8,2 km nordväst om Laoshawan. Trakten runt Laoshawan består i huvudsak av gräsmarker.
Genomsnittlig årsnederbörd är 254 millimeter. Den regnigaste månaden är juli, med i genomsnitt 38 mm nederbörd, och den torraste är oktober, med 12 mm nederbörd.